# Aeropuerto Nacional de Tamuín
Aeropuerto Nacional de Tamuín är en civil flygplats i kommunen Tamuín i San Luis Potosí i Mexiko. Flygplatsen är även närmsta till staden Ciudad Valles, med över 120 000 invånare. Det mexikanska flygbolaget Aeromar öppnade service från Mexico City till Tamuín år 2018, men linjen drogs in i juni år 2020 på grund av Coronaviruspandemin 2019–2021.
Flygplatsen ägs av det statliga bolaget Aeropuertos y Servicios Auxiliares och hanterade 2 135 passagerare 2020, en kraftig minskning sedan 2019 då flygplatsen hanterade 4 745 passagerare.

## Statistik
Sökfråga på wikidata efter rådata.